# فابیو کالابریا
فابیو کالابریا (انگلیسی: Fabio Calabria؛ زادهٔ ۲۷ اوت ۱۹۸۷) دوچرخه‌سوار اهل استرالیا است.
از باشگاه‌هایی که در آن بازی کرده‌است می‌توان به تیم دوچرخه‌سواری نووو نوردیسک اشاره کرد.